# ATC C09 – A renin-angiotenzin rendszerre ható szerek
Az ATC C09 – A renin-angiotenzin rendszerre ható szerek a gyógyszerek anatómiai, gyógyászati és kémiai osztályozási rendszerének (ATC) egyik alcsoportja.
| ATC C   | Kardiovaszkuláris rendszer               |
| ------- | ---------------------------------------- |
| ATC C01 | Szívre ható szerek                       |
| ATC C02 | Vérnyomáscsökkentők                      |
| ATC C03 | Diuretikumok                             |
| ATC C04 | Perifériás értágítók                     |
| ATC C05 | Vazoprotektív szerek                     |
| ATC C07 | Béta-receptor-blokkolók                  |
| ATC C08 | Kalciumcsatorna-blokkolók                |
| ATC C09 | Renin-angiotenzin rendszerre ható szerek |
| ATC C10 | Szérum lipidszintet csökkentő szerek     |

## C09A 	Angiotenzin-konvertáló enzim (ACE) gátlók önmagukban

### C09AA 	Angiotenzin-konvertáló enzim (ACE) gátlók önmagukban
| ATC     | Magyar       | INN          | Gyógyszerkönyv                         |
| ------- | ------------ | ------------ | -------------------------------------- |
| C09AA01 | Kaptopril    | Captopril    | Captoprilum                            |
| C09AA02 | Enalapril    | Enalapril    | Enalaprili maleas                      |
| C09AA03 | Lizinopril   | Lisinopril   | Lisinoprilum dihydricum                |
| C09AA04 | Perindopril  | Perindopril  |                                        |
| C09AA05 | Ramipril     | Ramipril     | Ramiprilum                             |
| C09AA06 | Kinapril     | Quinapril    |                                        |
| C09AA07 | Benazepril   | Benazepril   |                                        |
| C09AA08 | Cilazapril   | Cilazapril   | Cilazaprilum                           |
| C09AA09 | Fozinopril   | Fosinopril   |                                        |
| C09AA10 | Trandolapril | Trandolapril | Trandolaprilum                         |
| C09AA11 | Spirapril    | Spirapril    | Spiraprili hydrochloridum monohydricum |
| C09AA12 | Delapril     | Delapril     |                                        |
| C09AA13 | Moexipril    | Moexipril    |                                        |
| C09AA14 | Temokapril   | Temocapril   |                                        |
| C09AA15 | Zofenopril   | Zofenopril   |                                        |
| C09AA16 | Imidapril    | Imidapril    |                                        |

## C09B Angiotenzin-konvertáló enzim (ACE) gátlók, kombinációk

### C09BA 	Angiotenzin-konvertáló enzim (ACE) gátlók és diuretikumok
C09BA01 Kaptopril és diuretikumok
C09BA02 Enalapril és diuretikumok
C09BA03 Lizinopril és diuretikumok
C09BA04 Perindopril és diuretikumok
C09BA05 Ramipril és diuretikumok
C09BA06 Kinapril és diuretikumok
C09BA07 Benazepril és diuretikumok
C09BA08 Cilazapril és diuretikumok
C09BA09 Fozinopril és diuretikumok
C09BA12 Delapril és diuretikumok
C09BA13 Moexipril és diuretikumok
C09BA15 Zofenopril és diuretikumok

### C09BB Angiotenzin-konvertáló enzim (ACE) gátlók és kalcium-csatorna blokkolók
C09BB02 Enalapril és lerkanidipin
C09BB04 Perindopril és amlodipin
C09BB05 Ramipril és kalcium-csatorna blokkolók
C09BB06 Enalapril és nitrendipin
C09BB07 Ramipril és amlodipin
C09BB10 Trandolapril és kalcium-csatorna blokkolók
C09BB12 Delapril és kalcium-csatorna blokkolók

### C09BXACE-gátlók egyéb kombinációkban
C09BX01 Perindopril, amlodipin és indapamid

## C09C 	Angiotenzin II antagonisták önmagukban

### C09CA 	Angiotenzin II antagonisták önmagukban
| ATC     | Magyar               | INN                  | Gyógyszerkönyv |
| ------- | -------------------- | -------------------- | -------------- |
| C09CA01 | Lozartán             | Losartan             |                |
| C09CA02 | Eprozartán           | Eprosartan           |                |
| C09CA03 | Valzartán            | Valsartan            |                |
| C09CA04 | Irbezartán           | Irbesartan           |                |
| C09CA05 | Tazozartán           | Tasosartan           |                |
| C09CA06 | Kandezartán          | Candesartan          |                |
| C09CA07 | Telmizartán          | Telmisartan          |                |
| C09CA08 | Olmezartán medoxomil | Olmesartan medoxomil |                |
| C09CA09 | Azilzartán medoxomil | Azilsartan medoxomil |                |
| C09CA10 | Fimazartán           | Fimasartan           |                |

## C09D Angiotenzin II antagonisták kombinációkban

### C09DAAngiotenzin II antagonisták és diuretikumok
C09DA01 Lozartán és diuretikumok
C09DA02 Eprozartán és diuretikumok
C09DA03 Valzartán és diuretikumok
C09DA04 Irbezartán és diuretikumok
C09DA06 Kandezartán és diuretikumok
C09DA07 Telmizartán és diuretikumok
C09DA08 Olmezartán medoxomil és diuretikumok
C09DA09 Azilzartán medoxomil és diuretikumok

### C09DBAngiotenzin II antagonisták és a kalcium-csatorna blokkolók
C09DB01 Valzartán és amlodipin
C09DB02 Olmezartán medoxomil és amlodipin
C09DB04 Telmizartán és amlodipin
C09DB05 Irbezartán és amlodipin
C09DB06 Lozartán és amlodipin
C09DB07 Kandezartán és amlodipin

### C09DXAngiotenzin II antagonisták más kombinációkban
C09DX01 Valzartán, amlodipin és hidroklorotiazid
C09DX02 Valzartán és aliszkiren
C09DX03 Olmezartán medoxomil, amlodipin és hidroklorotiazid

## C09X 	Egyéb renin-angiotenzin rendszerre ható szerek

### C09XARenin-gátlók
| ATC     | Magyar                                    | INN                                       | Gyógyszerkönyv                            |
| ------- | ----------------------------------------- | ----------------------------------------- | ----------------------------------------- |
| C09XA01 | Remikiren                                 | Remikiren                                 |                                           |
| C09XA02 | Aliszkiren                                | Aliskiren                                 |                                           |
| C09XA52 | Aliszkiren és hidroklorotiazid            | Aliszkiren és hidroklorotiazid            |                                           |
| C09XA53 | Aliszkiren és amlodipin                   | Aliszkiren és amlodipin                   |                                           |
| C09XA54 | Aliszkiren, amlodipin és hidroklorotiazid | Aliszkiren, amlodipin és hidroklorotiazid | Aliszkiren, amlodipin és hidroklorotiazid |